# Melvins
Les Melvins sont un groupe de rock américain, formé en 1983. Le groupe se produit habituellement sous la forme d'un trio. Le chanteur et guitariste Buzz « King Buzzo » Osborne, et le batteur Dale Crover en sont les membres permanents, et plusieurs bassistes ont fait partie du groupe. Le nom du groupe vient d'un chef de rayon de supermarché à Montesano, Washington où Osborne était employé comme caissier (et vandale). Melvin était fortement méprisé, et les membres du groupe pensèrent que le ridicule du nom leur conviendrait bien.
La musique des Melvins est influencée par le punk hardcore de la période My War du groupe Black Flag, par le rock plus lent de groupes comme Flipper et Swans, et plus notoirement par le metal dans le style de Black Sabbath. Mais leur approche idiosyncratique, leur sens de l'humour bizarre, tout comme leur propension à l'expérimentation rendent difficile une catégorisation précise. Les Melvins utilisent souvent des tempos très lents, et leur metal pâteux est d'une influence décisive sur la musique grunge, spécialement pour Nirvana et d'autres groupes de Seattle. C'est d'ailleurs avec King Buzzo que Kurt Cobain apprend à jouer de la guitare au début des années 1980. Leurs héritiers du point de vue musical eurent cependant tendance à utiliser le même type de sonorités mais avec des structures musicales plus conventionnelles et davantage de mélodie. Les Melvins influencent nombre de groupes de doom metal, plus particulièrement Boris, dont le nom est tiré du titre d'une de leurs chansons.
Si le groupe est positivement accueilli par la presse spécialisée dans la plupart des cas, les qualités de Crover à la batterie ont particulièrement été saluées : Patrick Kennedy décrit son jeu comme « étonnant, puissant et audacieux. » Bien que ne trouvant (et probablement ne cherchant) jamais la reconnaissance d'un grand public, les Melvins ont des fans très fidèles. Ils conservent un agenda impressionnant de tournées et sortent régulièrement de nouveaux opus. Parmi leurs productions, on peut remarquer deux albums réalisés en collaboration avec Jello Biafra, l'ex leader des Dead Kennedys. Le groupe a été informellement renommé du nom de « Jelvins » durant la période de travail avec Biafra. Pour remercier leurs fans dévoués, les Melvins publient divers collectors au long de leur carrière. On y dénombre des poupées à deux têtes, une cassette de huit pistes, un fœtus en plastique dans un bocal, et une myriade de posters, tee-shirts et fanzines uniques.

## Biographie

### Débuts
Les Melvins sont formés au début des années 1980 par Buzz Osborne à la guitare et au chant), Matt Lukin à la basse, et Mike Dillard à la batterie qui fréquentaient ensemble le lycée de Montesano, Washington. Au début, ils jouaient des reprises de The Who et Jimi Hendrix, puis ils commencent à jouer du punk hardcore plus rapide. Quand Dillard quitte le groupe, Dale Crover arrive et les répétitions du groupe se déplacèrent dans une chambre de la maison des parents de Crover à Aberdeen, Washington. Peu après ils commencent à jouer des chansons plus lentement et plus « lourdement » que n'importe qui à cette époque. Un résident d'Aberdeen nommé Kurt Cobain (un bon ami de Crover) est un grand fan des Melvins et les aide à transporter leur équipement lors de certains concerts. Cobain passe aussi une audition pour rejoindre le groupe à la basse, mais ne réussit pas car, selon les personnes présentes, il était tellement nerveux qu'il oubliait toutes les chansons. Cobain reste ami avec le groupe, et aida plus tard à produire et enregistrer des morceaux de guitare sur certaines chansons (Guitare sur Sky Pup, percussions sur Spead Eagle Beagle) de leur début dans un label majeur, Houdini.
En 1985, C/Z Records est fondé pour soutenir la scène musicale de Washington, le label publie Deep Six, incluant quatre chansons des Melvins. En 1986, le groupe publia son premier album, l'EP Six Songs chez C/Z Records (plus tard republié en tant que 8 Songs, 10 Songs et comme 26 Songs en 2003 chez Ipecac Recordings) qui est enregistré en direct à Ironwood, le 8 février 1986. En décembre 1986, ils enregistrent, au Studio D à Sausalito, Californie, leur premier album complet, Gluey Porch Treatments, qui est publié en 1987 sur le label Alchemy Records (plus tard réédité sur la version CD de leur second album, Ozma chez Boner Records et en 1999 chez Ipecac Recordings avec des démos amateur).
Crover joue de la batterie pour Nirvana quand ils enregistrent une démo de la chanson Ten le 23 janvier 1988 aux studios Reciprocal Recording à Seattle, et lors d'un concert à Tacoma le même jour. Cette année-là, Osborne et Crover déménagent à San Francisco. Lukin ne les suivit pas et forma le groupe Mudhoney. Lori « Lorax » Black remplace Lukin à la basse. Le groupe enregistre un nouvel album, Ozma, en mai 1989, qui est publié l'année même. Cet album est produit par Mark Deutrom, qui rejoint plus tard le groupe à la basse.

### Années 1990
En 1990, Nirvana n'a plus de batteur, et Crover donne un coup de main en jouant durant une brève tournée sur la côte ouest avec Sonic Youth. Osborne donne à Dave Grohl du groupe Scream le numéro de téléphone du bassiste de Nirvana Krist Novoselic ; Grohl devient par la suite le batteur à plein temps de Nirvana. Après avoir terminé de travailler sur l'album Bullhead, le groupe tourne en Europe et leur concert du 23 janvier 1991 à Azley en Allemagne est publié sous le titre Your Choice Live Series vol. 12, sans la chanson It's Shoved qui était sur la compilation It's Your Choice. À leur retour aux États-Unis, ils enregistrent leur album suivant, Eggnog, qui est publié la même année au label Boner Records.
Lori Black, la fille de Shirley Temple, quitte le groupe et est remplacée par Joe Preston. Preston apparaît sur la vidéo Salad of a Thousand Delights (en) (1992, Box Dog Video) ; il produit même ses propres EP « solo » des Melvins, dont le concept et les couvertures sont inspirés des quatre albums solo des membres de Kiss publiés en 1978) et apparut en 1992 sur l'album Lysol (renommé par la suite Melvins car la marque déposée Lysol avait été utilisée sans permission). Preston quitte le groupe, et Lorax revient brièvement.
Lorsque Nevermind de Nirvana devient un succès massif et inattendu, les Melvins furent l'un des nombreux groupes à profiter de l'aide de Nirvana : ils signent un contrat avec Atlantic Records, et leur premier album sous ce nouveau label fut Houdini en 1993. Mark Deutrom remplace Lorax à la basse peu après la sortie de l'album. Les Melvins publièrent deux albums en 1994, Stoner Witch (Atlantic Records) et Prick (Amphetamine Reptile Records, sous le nom SNIVLEM). Stag est sorti en 1996. Le groupe quitte Atlantic Records en 1997.
De retour chez Amphetamine Reptile Records, le groupe publie l'album Honky cette même année, ainsi qu'un concert enregistré en août 1997 à Richmond, Melbourne Australie sous le nom Alive at the F*cker Club en 1998. 1999 voit le début d'un partenariat avec le label Ipecac Recordings dirigé par Mike Patton, qui en plus de sortir deux nouveaux albums des Melvins, commence à remasteriser et rééditer une grande partie de la discographie du groupe. The Crybaby, leur troisième album chez Ipecac, et dernière pièce d'une trilogie, voit nombre de chanteurs et admirateurs participer aux chansons ; l'une des surprises de cet album est une reprise étrangement touchante de la chanson Smells Like Teen Spirit de Nirvana, chantée par Leif Garrett, idole des jeunes américains dans les années 1970. Le bassiste du groupe était à cette époque Kevin Rutmanis, ancien membre de The Cows. On[Qui ?] peut citer Colossus of Destiny en exemple des tendances expérimentales des Melvins, un album live composé d'essais au synthétiseur et au sampler sous la forme de deux longues pistes, et décrites fort justement par un critique « plus comme de l'electro-acoustique avant-garde que tout autre chose ». D'autres exemples de leur humour dérangé peuvent être trouvés dans les titres de leurs albums et chansons, ainsi que dans leur candeur sur scène. Une des mimiques du groupe en concert voit King Buzzo poser à la foule la question « Étiez-vous aussi surpris que moi d'apprendre que Rob Zombie était gay ? ».

### Années 2000
En 2003, Atlantic Records (UK) publie Melvinmania: The Best of the Atlantic Years 1993-1996, une compilation de chansons recyclées depuis les trois albums du groupe chez ce label majeur (avec parfois des informations erronées dans le livret). Cet album n'est pas officiellement reconnu par le groupe qui n'a rien eu à voir avec la sélection des morceaux ou l'élaboration du livret. En 2004, Osborne et Crover partirent en tournée pour fêter leur 20e anniversaire en tant que groupe, et sortirent aussi un artbook, Neither Here Nor There. Ce livre est une collection d'œuvres faites par les artistes réalisant habituellement leurs couvertures d'albums, et par certains amis du groupe ; il contient aussi une rétrospective sur les vingt années du groupe. Le livre contient également un CD de chansons sélectionnées du groupe. La même année, les Melvins collaborèrent avec l'artiste dark ambient Lustmord pour Pigs of the Roman Empire et avec le chanteur des Dead Kennedys, Jello Biafra pour Never Breathe What You Can't See et Sieg Howdy! sortis respectivement en 2004 et 2005. Never Breathe What You Can't See est suivi d'une mini tournée avec Jello Biafra et Adam Jones du groupe Tool. Une tournée européenne est annulée au début octobre 2004, apparemment dû à des problèmes impliquant Rutmanis. À la suite de cette annulation, les Melvins finissent l'année en jouant durant quelques concerts avec David Scott Stone, pour soutenir en Europe et aux États-Unis le travail du réalisateur de cinéma Cameron Jamie.
Quand, interrogés à propos de Rutmanis et de la tournée interrompue, Osborne et Crover déclarèrent que Rutmanis avait « disparu ». Les fans craignaient que  Rutmanis soit parti comme tant d'autres bassistes avant lui ; cependant il revint brièvement au début de l'année 2005. En juin, Rutmanis quitte officiellement le groupe, l'abus de drogue étant la cause la plus souvent évoquée. Fin juin 2005, ils donnent leur unique concert européen avec Jello Biafra au Furyfest au Mans. Quand les Melvins se produisirent avec Jello Biafra en octobre et novembre 2005, David Scott Stone jouait de la basse. Au début de l'année 2006, Crover confirme les rumeurs disant que les membres de Big Business rejoignaient les Melvins. Commentant l'ajout d'un second batteur, Crover dit à propos de Coady Willis : « Il est gaucher, alors on va faire ça genre 'image miroir'. On a essayé de fusionner nos deux batteries ensemble, et on va essayer de faire des choses assez folles avec. On partage ces gros toms entre nous. ».
Ils font une tournée aux États-Unis à l'automne 2006 à l'occasion de la sortie de leur album (A) Senile Animal. Les Melvins passèrent aussi rapidement en Angleterre à la mi-décembre. Les 16 et 17 juin 2008, une formation d'Osborne, du batteur Mike Dillard, et de Dale Crover à la basse participe à deux concerts au Great American Music Hall de San Francisco,. Leur nouvel album Nude with Boots sort le 8 juillet 2008. Il marque un retour vers des sonorités moins expérimentales avec des titres plus simples et plus directs, influencés par le stoner rock. Le CD de remix Chicken Switch sort en septembre 2009 sur Ipecac. Contrairement à l'habitude, chaque remixeur devait choisir un album entier pour créer son titre. Le groupe se produit en fin d'année au festival avant-gardiste State-X New Forms à La Haye, aux Pays-Bas.

### Années 2010
Les Melvins sortent The Bride Screamed Murder en juin 2010, puis Sugar Daddy Live en mai 2011. C'est le premier album live du groupe depuis l'arrivée des membres de Big Business. Le groupe joue pour la première fois au Hellfest de Clisson, en France, en juin 2011,. Il est rejoint par Jimmy Bower de Eyehategod et Phil Anselmo de Down à la fin du concert pour une improvisation à la batterie. Les Melvins jouent ensuite Bullhead, les EP Eggnog et Lysol, Houdini et Stoner Witch dans leur intégralité en concert. Plus tard, The Bulls & The Bees, un EP de cinq titres à télécharger gratuitement, est mis en ligne sur le site scionav.com le 13 mars 2012, avant la sortie d'un nouvel album, Freak Puke, le 5 juin 2012. Freak Puke est enregistré à trois, Trevor Dunn rejoignant Dale Crover et Buzz Osbourne, sous le nom de Melvins Lite.
Le 6 mai 2013, les Melvins sont de retour avec l'album de reprises Everybody Loves Sausages. Dans la foulée, Buzz Osborne s'entoure de Mike Dillard (batterie) et de Dale Crover (basse) pour sortir un nouvel opus enregistré avec le même line-up qu'en 1983. Ce disque baptisé Tres Cabrones paraît le 4 novembre 2013. En 2014, Buzz Osborne sort un premier album solo acoustique intitulé This Machine Kills Artists.

## Membres

### Membres actuels
- Buzz Osborne – chant, guitare (depuis 1983)
- Dale Crover – batterie, percussions, basse, chant (depuis 1984)
- Jared Warren – basse, chant (depuis 2006)
- Coady Willis – batterie, chant (depuis 2006)

Autres
- Mike Dillard – batterie, chant (1983–1984, depuis 2008 ; Melvins 1983)
- Trevor Dunn – basse, guitare basse, chant (depuis 2005 ; Melvins Lite en 2011)
- Jeff Pinkus – basse, chant (depuis 2013)

### Anciens membres
- Matt Lukin – basse (1983–1987)
- Lori « Lorax » Black – basse (1987–1991, 1992–1993)
- Joe Preston (en) – basse (1991–1992)
- Mark Deutrom (en) – basse, guitare (1993–1998)
- Kevin Rutmanis – basse (1998–2005)

### Membres de tournées
- Tom Flynn – basse (1990)
- Billy Anderson – basse (1993)
- Dave Sahijdak – basse (1993)
- David Scott Stone – guitare, basse, instruments additionnels (1997–2005)
- Adam Jones – guitare, basse (1998-2008 ; nombreuses collaborations)
- Jello Biafra – chant (2004–2005, 2008)
- Paul Leary – guitare, chant (2014)

## Discographie
- 1987 : Gluey Porch Treatments
- 1989 : Ozma
- 1991 : Bullhead
- 1991 : Eggnog
- 1992 : Lysol (ou Melvins)
- 1993 : Houdini
- 1994 : Prick
- 1994 : Stoner Witch
- 1996 : Stag
- 1997 : Honky
- 1997 : Singles 1-12
- 1999 : The Maggot
- 1999 : The Bootlicker
- 2000 : The Crybaby
- 2000 : Gluey Porch Treatments
- 2001 : Electroretard
- 2002 : Hostile Ambient Takeover
- 2003 : 26 Songs
- 2004 : Pigs of the Roman Empire avec Lustmord
- 2004 : Never Breathe What You Can't See avec Jello Biafra
- 2005 : Sieg Howdy! avec Jello Biafra
- 2006 : (A) Senile Animal
- 2008 : Nude with Boots
- 2010 : The Bride Screamed Murder
- 2011 : Sugar Daddy Live
- 2012 : Freak Puke
- 2013 : Everybody Loves Sausages
- 2013 : Tres Cabrones
- 2014 : Hold It In
- 2016 : Three Men and a Baby
- 2016 : Basses Loaded
- 2017 : A Walk with Love & Death
- 2018 : Pinkus Abortion Technician
- 2021 : Working With God
- 2021 : Five Legged Dog (Compilation acoustique)
- 2024 : Tarantula Heart